# Иван Вълков
 Тази статия е за българския генерал.  За общественика вижте Иван Вълков (политик).  
Иван Вълков Вълков е български офицер (генерал от пехотата) и политик. Дългогодишен председател на Военния съюз, той участва активно в Деветоюнския преврат и заема поста министър на войната през 1923 – 1929 година. Във ВМРО е наричан с псевдонимите Математиков и Хесапчиев.

## Биография
Иван Вълков е роден на 19 януари (31 януари нов стил) 1875 година в град Казанлък в семейството на търговеца на коне Вълко Юрдеков. Дядо му – Петко Юрдекът е преселник от Македония. На 14 януари 1896 година завършва Военното училище в София (17-и випуск), като е 4-ти по успех от 104 виускници и е произведен в чин подпоручик. Служи в 6-и артилерийски полк. По-късно след като спечелва конкурс на Министерството на войната следва в Михайловската артилерийска академия в Санкт Петербург (1900 – 1904), след като завършва с отличен успех от Министерството на войната му е препоръчано да следва в Николаевската генералщабна академия в Санкт Петербург (1904 – 1907). През 1907 е прикомандирован към Николаевската главна обсерватория в Пулково, Русия за практически занятия по астрономия и геодезия (1907 – 1909).
В Санкт Петербург се запознава с Лидия Зудилина, дъщеря на Капитон Зудилин – преподавател по естествени науки, за която по-късно се жени. След завършването на академията се завръща в България и преподава геодезия във Военното училище и Военната академия.
При мобилизацията за Балканската война майор Вълков е зачислен в щаба на Втора армия и участва в обсадата на Одрин като началник-щаб на Източния сектор. Разработва инструкцията за водене на артилерийски огън, което частите на 2-ра Българска армия безупречно демонстрират при атаката на крепостта на 11 – 13 март 1913 година. Подробно описва действията в Източния сектор по време на Одринската операция в издадената от него през 1914 година книга.
След Балканските войни Вълков преподава във Военното училище. През Първата световна война е началник на оперативно отделение в щаба на Втора армия (1915 – 1916), командва 44-ти пехотен полк (1916 – 1917) и е началник-щаб на 7-а пехотна дивизия и 10-а пехотна дивизия (1917 – 1918).
След войните Иван Вълков е директор на Картографския институт. Той е един от основателите на Военния съюз през 1919 година и негов председател от 1920 до 1928 година. Активен участник в Деветоюнския преврат през 1923, след него Иван Вълков става военен министър и е произведен в генерал-майор. Член е на т.нар. „Конвент“, неофициално наименование на ръководството на Военния съюз, който извършва преврата от 9 юни 1923 г. и има голяма роля в управлението на страната от първото правителство на Демократическия сговор.
Под негово ръководство се провеждат масовите репресии срещу левицата, последвали Септемврийското въстание (1923) и атентата в църквата Света Неделя (1925). По време на атентата на 16 април 1925 година той е тежко ранен в главата и едва оцелява по чудо. Според поета Бойко Ламбовски, именно ген. Вълков издава тайна заповед, която гласи:
„Всички гарнизони и военни единици да влязат във връзка с местните комитети на правителствената партия, за да съгласуват средствата за борба срещу синдикатите на селяните и срещу комунистите.
Преди всичко трябва да се ликвидират най-способните и най-смелите носители на тези идеи – интелигенцията...“
Сред жертвите са Гео Милев, Сергей Румянцев, Йосиф Хербст и други. През 1925 година по негова инициатива Народното събрание приема закона за подпомагане на пострадалите от войните. През октомври 1925 година, при нахлуването на гръцките войски в района на Петрич (т. нар. Петрички инцидент), ген. Вълков предприема не военни, а дипломатически действия за възстановяване на статуквото. В периода 1925 – 1927 година премества Военната фабрика в родния Казанлък и по този начин създава основите на бъдещия военнопромишлен комплекс „Арсенал“. През втората половина на 1920-те години Иван Вълков е обвиняван в покровителстване на крилото на Иван Михайлов при разрастващите се кървави междуособици във Вътрешната македонска революционна организация. Твърди се, че с негово съдействие михайловистите са създали държава в държавата в Пиринска Македония. В същото време Вълков се ползва със силната подкрепа на цар Борис III, който на няколко пъти осуетява опитите за изваждането му от кабинета.
На 27 декември 1927 година генерал-лейтенант Иван Вълков издава прословутата поверителна заповед № 226, съгласно която се извършва реорганизация на българската войска. Военните сили на царството са разгърнати в 24 пехотни, 12 артилерийски, 10 конни и 4 инженерни полка, възстановени са военно-инспекционните области и дивизионната организация на войската. Реорганизация е направена и във Флота – възстановени са наименованията Щаб на Флота, Черноморска флотилия, Дунавска флотилия и Морско военно училище. Извършва се тайно въоръжаване на войската с укритото оръжие и постепенно се възвръща наборната военна служба. През 1928 година Иван Вълков е произведен в генерал от пехотата. Той обявява разпускането на Военния съюз, силно компрометиран политически и практически разпаднал се, поради вътрешни разногласия. Междувременно външният натиск за отстраняването на Вълков се засилва и по време на преговорите за сключване на Стабилизационен заем премиерът Андрей Ляпчев се съгласява да го извади от правителството.
През 1929 г. е награден с орден „Св. Александър“ I степен. През януари същата година Иван Вълков е назначен за пълномощен министър в Рим, Италия и остава на този пост до 1934 година. През този период той играе активна роля в преговорите за сключване на брак между цар Борис III и принцеса Джована Савойска, дъщеря на крал Виктор Емануил III. През 1934 година Иван Вълков се уволнява от армията и се оттегля от обществения живот. По-късно е върнат на служба и отново уволнен през 1937 г. През 1940 година се кандидатира за депутат в родния Казанлък, но губи изборите.
След преврата на 9 септември 1944 година ген. Вълков се укрива за известно време. На 17 юни 1946 година е арестуван в Пловдив и прекарва няколко месеца в килиите на Държавна сигурност. Със заповед от 4 февруари 1947, считано от 28 ноември 1946 е въдворен за 6 месеца в ТВО „Поручик Геново“ (лагера „Заград“). На 2 декември пристига в лагера, където е изолиран за 3 месеца, заедно с дееца на ВМРО Стоян Бояджиев. Със заповед № 1772 от 15 май 1948 е превъдворен в лагера „Ножарово“, а през юли 1949 е прехвърлен в района на „Белене“. По-късно със заповед № 618 от 25 декември 1950 е превъдворен за 12 месеца в ТВО „Белене“. С нова заповед от 30 юли 1952 е превъдворен за срок от 7 години.
През декември 1953 е образувано следствено дело, ръководено от Иван Охридски, и на 2 декември генерал Вълков е преместен в ареста на Софийския затвор. През следващата година е образуван процес, във връзка с репресиите през 1923 и 1925 година. С присъда №285 от 2 септември 1954 Върховният съд го осъжда на смърт чрез разстрел, а с решение № 285 от същата година Президиумът на Народното събрание заменя присъдата с 20-годишен затвор. По това време генерал Вълков е на 79 години. Изпратен е в Пазарджишкия затвор, където е в една килия заедно с генерал Кирил Станчев, генерал Димитър Мустаков, полковник Стилян Тошев и подполковник Цветан Димитров. През 1960 е прехвърлен в затвора в Стара Загора.
Генерал от пехотата Иван Вълков умира на 20 април 1962 година в затвора в Стара Загора. Погребан е в Старозагорските гробища. През 1970 година е препогребан в Централните Софийски гробища.

## Семейство
Иван Вълков е женен и има 1 дете.

## Военни звания
- Подпоручик (14 януари 1896)
- Поручик (1900)
- Капитан (1905)
- Майор (18 май 1911)
- Подполковник (18 май 1915)
- Полковник (15 август 1917)
- Генерал-майор (12 август 1923)
- Генерал-лейтенант (26 март 1925)
- Генерал от пехотата (15 май 1928)

## Награди
- Военен орден „За храброст“ III степен, 2-ри клас и IV степен, 2-ри клас
- Княжески орден „Св. Александър“ III степен и IV степен с мечове по средата
- Княжески орден „Св. Александър“ I степен без мечове (1926)
- Народен орден „За военна заслуга“ I и II степен
- Орден „Св. Станислав“ III степен, Руска империя
- Орден „Железен кръст“ I и II степен, Германска империя
- Орден „Желязна корона“ III степен, Австро-Унгария
- Орден „Кръст за военни заслуги“ III степен, Австро-Унгария
- Орден „Железен полумесец“, Османска империя